# Sclerophrys garmani
Sclerophrys garmani – gatunek egzotycznego płaza z rzędu płazów bezogonowych.

## Taksonomia i systematyka
Gatunek ten opisał w 1897 roku Seth Eugene Meek, nadając mu nazwę Bufo garmani. W 2006 roku Frost i inni przenieśli go do rodzaju Amietophrynus. Ohler i Dubois w 2016 roku wykazali, że nazwa Amietophrynus jest młodszym synonimem nazwy Sclerophrys.
Poniższy kladogram za Van Bocxlaer et al. ilustruje pokrewieństwa z pokrewnymi gatunkami:
|  | Sclerophrys brauni |
|  |                    |
|  | Sclerophrys poweri |
|  |                    |

|  | \| \| Sclerophrys gracilipes \| \| \| \| \| \| Sclerophrys gutturalis \| \| \| \| |
|  |                                                                                   |
|  | Sclerophrys garmani                                                               |
|  |                                                                                   |
|  | Sclerophrys gracilipes                                                            |
|  |                                                                                   |
|  | Sclerophrys gutturalis                                                            |
|  |                                                                                   |

|  | Sclerophrys gracilipes |
|  |                        |
|  | Sclerophrys gutturalis |
|  |                        |

|  | \| \| Sclerophrys gracilipes \| \| \| \| \| \| Sclerophrys gutturalis \| \| \| \| |
|  |                                                                                   |
|  | Sclerophrys garmani                                                               |
|  |                                                                                   |
|  | Sclerophrys gracilipes                                                            |
|  |                                                                                   |
|  | Sclerophrys gutturalis                                                            |
|  |                                                                                   |

|  | Sclerophrys gracilipes |
|  |                        |
|  | Sclerophrys gutturalis |
|  |                        |

|  | Sclerophrys brauni |
|  |                    |
|  | Sclerophrys poweri |
|  |                    |

|  | \| \| Sclerophrys gracilipes \| \| \| \| \| \| Sclerophrys gutturalis \| \| \| \| |
|  |                                                                                   |
|  | Sclerophrys garmani                                                               |
|  |                                                                                   |
|  | Sclerophrys gracilipes                                                            |
|  |                                                                                   |
|  | Sclerophrys gutturalis                                                            |
|  |                                                                                   |

|  | Sclerophrys gracilipes |
|  |                        |
|  | Sclerophrys gutturalis |
|  |                        |

|  | \| \| Sclerophrys gracilipes \| \| \| \| \| \| Sclerophrys gutturalis \| \| \| \| |
|  |                                                                                   |
|  | Sclerophrys garmani                                                               |
|  |                                                                                   |
|  | Sclerophrys gracilipes                                                            |
|  |                                                                                   |
|  | Sclerophrys gutturalis                                                            |
|  |                                                                                   |

|  | Sclerophrys gracilipes |
|  |                        |
|  | Sclerophrys gutturalis |
|  |                        |

## Występowanie
Gatunek ten występuje w kilku różnych obszarach, które nie łączą się ze sobą. Występuje więc w:
- północnej Somalii blisko wybrzeża
- północnej Etiopii na niewielkim obszarze
- górach południowej i środkowej Etiopii
- północnej i środkowej Kenii i w północnej Tanzanii
- południowej Zambii (na dużej części tego kraju), w północno-wschodniej Namibii, wschodniej Botswanie, północnej Republice Południowej Afryki, Eswatini, całym Zimbabwe oraz południowym i zachodnim Mozambiku[2][2].

Zasiedla suche oraz zadrzewione sawanny. Spotyka się tego płaza także na terenach rolniczych.

## Rozmnażanie
Przebiega z udziałem wody, przy czym zwierzę wykorzystuje zbiorniki istniejące okresowo, a nieraz także zbiorniki sztuczne.

## Status
Istnieją rejony, jak południowa Afryka, czy część terytorium Etiopii, gdzie gatunek występuje pospolicie. Trend liczebności populacji nie jest znany.
Niebezpieczna może się dla niego okazać działalność ludzka, jak rozwój rolnictwa, osadnictwo itp. Generalnie jednak dobrze się przystosowuje do zmienionych warunków i obecnie nie stanowi przedmiotu zmartwień ekologów.